# 譚光祥
譚光祥（?—?），字君農，江西省建昌府南豐縣人。清朝官员。

## 生平
乾隆五十八年（1793年）進士。选翰林院庶吉士，散馆改部属用，任禮部主客司主事，升鑄印局員外郎、儀制清吏司郎中。嘉庆九年（1804年）出督雲南學政。嘉庆十三年（1808年）升戶部郎中。十五年（1810年），外放湖北施南府知府。